# Pro Patria et Libertate Sezione Calcio 1959-1960
Questa voce raccoglie le informazioni riguardanti la Pro Patria et Libertate Sezione Calcio nelle competizioni ufficiali della stagione 1959-1960.

## Stagione
Nella stagione 1959-1960 la Pro Patria disputa il girone A della Serie C, un torneo che prevede una sola promozione e due retrocessioni. Sale in Serie B la squadra bustocca che vince il campionato con 48 punti, uno in più del sorprendente Bolzano, scendono in IV serie il Monfalcone ed il Vigevano.
Con Enrico Candiani presidente e sulla panchina il riconfermato Piero Magni la Pro Patria vince il campionato di terza serie e torna in Serie B, un'impresa gradita a tutta la città di Busto Arsizio. Sulla scia della scorsa stagione, con gli inserimenti in squadra di Giampiero Calloni in arrivo dal Derthona, di Angelo Meraviglia proveniente dal Simmenthal Monza ed il ritorno dalla Lazio in biancoblù di Natale Borsani, la Pro Patria nonostante l'agguerrita concorrenza diviene uccel di bosco, si stacca dalle concorrenti alla promozione, contrastata fin al termine del torneo dal sorprendente Bolzano, staccato di una sola lunghezza al termine del torneo. Miglior marcatore stagionale Mauro Maltinti con 15 reti di bottino, in doppia cifra anche Giampiero Calloni con 11 reti.

## Rosa
| N. |                   | Ruolo | Calciatore        |
| -- | ----------------- | ----- | ----------------- |
|    | Italia (bandiera) | D     | Giancarlo Amadeo  |
|    | Italia (bandiera) | A     | Aldo Bernasconi   |
|    | Italia (bandiera) | C     | Natale Borsani    |
|    | Italia (bandiera) | A     | Giampiero Calloni |
|    | Italia (bandiera) | C     | Vittorino Calloni |
|    | Italia (bandiera) | D     | Danilo Colombo    |
|    | Italia (bandiera) | C     | Mario Colombo     |
|    | Italia (bandiera) | P     | Carlo Daverio     |
|    | Italia (bandiera) | D     | Augusto Erba      |

| N. |                   | Ruolo | Calciatore           |
| -- | ----------------- | ----- | -------------------- |
|    | Italia (bandiera) | A     | Mauro Maltinti       |
|    | Italia (bandiera) | C     | Angelo Meraviglia    |
|    | Italia (bandiera) | A     | Abbondanzio Pagani   |
|    | Italia (bandiera) | P     | Umberto Provasi      |
|    | Italia (bandiera) | C     | Angelo Rimoldi       |
|    | Italia (bandiera) | D     | Giuseppe Taglioretti |
|    | Italia (bandiera) | C     | Rino Testa           |
|    | Italia (bandiera) | C     | Franco Tumiati       |
|    | Italia (bandiera) | D     | Guido Zagano         |

## Risultati

### Girone di andata
| Arbitro: | Gandiolo (Alessandria) |

|           |           |              |
| Cella 49’ | Marcatori | 48’ Maltinti |

| Arbitro: | Pignatta (Torino) |

|                                           |           |             |
| Giampiero Calloni 31’, 79’ Bernasconi 76’ | Marcatori | 55’ Teneggi |

| Arbitro: | Gardelli (Forlì) |

|  |           |                           |
|  | Marcatori | 27’ Meraviglia 75’ Pagani |

| Arbitro: | Magrini (Venezia) |

|                |           |  |
| Bernasconi 18’ | Marcatori |  |

| Arbitro: | Facchini (Firenze) |

|              |           |                           |
| Rimbaldo 60’ | Marcatori | 22’ Bernasconi 50’ Pagani |

| Arbitro: | Barolo (Noale) |

|            |           |  |
| Pagani 64’ | Marcatori |  |

| Arbitro: | Trezza (Verona) |

|  |           |            |
|  | Marcatori | 87’ Pagani |

| Arbitro: | Torcini (Firenze) |

|                                                |           |  |
| Rimoldi 11’ Giampiero Calloni 43’ Maltinti 75’ | Marcatori |  |

| Arbitro: | Facchini (Firenze) |

|                      |           |  |
| Canal 45’ Caroli 57’ | Marcatori |  |

| Arbitro: | Sanguinetti (Chiavari) |

|                                                             |           |  |
| Bernasconi 9’ Giampiero Calloni 12’ Pagani 32’ Maltinti 50’ | Marcatori |  |

| Arbitro: | Mariotti (Firenze) |

|                    |           |  |
| Rigonat 36’ (rig.) | Marcatori |  |

| Arbitro: | Gandiolo (Alessandria) |

|                                     |           |  |
| Giampiero Calloni 9’ Bernasconi 85’ | Marcatori |  |

| Arbitro: | Varazzani (Parma) |

|                                    |           |  |
| Vittorino Calloni 52’ Maltinti 78’ | Marcatori |  |

| Arbitro: | Gardelli (Forlì) |

|               |           |  |
| Marchioro 49’ | Marcatori |  |

| Arbitro: | Galatolo (Santa Margherita Ligure) |

|                       |           |             |
| Gianesello 25’ (aut.) | Marcatori | 37’ Bettoni |

| Varese 24 gennaio 1960 16ª giornata | Varese           | 0 – 0 | Pro Patria | Stadio Franco Ossola\| Arbitro: \| Tarabori (Lucca) \| |
| Arbitro:                            | Tarabori (Lucca) |       |            |                                                        |

| Arbitro: | Baldassarre (Udine) |

|                       |           |                |
| Giampiero Calloni 86’ | Marcatori | 21’ Traspedini |

### Girone di ritorno
| Arbitro: | Trezza (Verona) |

|                   |           |  |
| Maltinti 19’, 56’ | Marcatori |  |

| Arbitro: | Rancher (Roma) |

|               |           |                       |
| Farinelli 11’ | Marcatori | 79’ Vittorino Calloni |

| Arbitro: | Marengo (Chiavari) |

|                                      |           |  |
| Giampiero Calloni 20’ Meraviglia 65’ | Marcatori |  |

| Arbitro: | Baldassarre (Udine) |

|                         |           |                                     |
| Sassi I 14’ Moretti 81’ | Marcatori | 2’ Meraviglia 10’ Vittorino Calloni |

| Arbitro: | Sarti (Cesena) |

|                       |           |  |
| Giampiero Calloni 68’ | Marcatori |  |

| Arbitro: | Torcini (Firenze) |

|           |           |                                             |
| Muzzio 7’ | Marcatori | 65’ Pagani 78’ Mario Colombo 82’ Bernasconi |

| Arbitro: | Varazzani (Parma) |

|                                                 |           |                  |
| Giampiero Calloni 12’ Pagani 46’ Meraviglia 87’ | Marcatori | 6’ (aut.) Amadeo |

| Arbitro: | Trezza (Verona) |

|                      |           |                                              |
| Conca 25’ Pavoni 42’ | Marcatori | 30’, 65’ Pagani 41’, 63’ (rig.) 87’ Maltinti |

| Arbitro: | Marazia (Cuneo) |

|                                           |           |             |
| Giampiero Calloni 65’, 84’ Meraviglia 80’ | Marcatori | 37’ Aggradi |

| Arbitro: | Galatolo (Santa Margherita Ligure) |

|                               |           |              |
| Borghi 19’ (rig.) Bitetto 88’ | Marcatori | 51’ Maltinti |

| Arbitro: | Piantoni (Terni) |

|              |           |  |
| Maltinti 83’ | Marcatori |  |

| Arbitro: | Monti (Ancona) |

|          |           |  |
| Aldi 29’ | Marcatori |  |

| Arbitro: | Bellotto (Pordenone) |

|              |           |                     |
| Broccini 50’ | Marcatori | 72’ (rig.) Maltinti |

| Busto Arsizio 15 maggio 1959 31ª giornata | Pro Patria        | 0 – 0 | Pro Vercelli | Stadio Comunale\| Arbitro: \| Varazzani (Parma) \| |
| Arbitro:                                  | Varazzani (Parma) |       |              |                                                    |

| Bolzano 29 maggio 1960 32ª giornata | Bolzano                 | 0 – 0 | Pro Patria | Stadio Druso\| Arbitro: \| Cotugno (Civitavecchia) \| |
| Arbitro:                            | Cotugno (Civitavecchia) |       |            |                                                       |

| Arbitro: | Gandiolo (Alessandria) |

|                                     |           |                       |
| Maltinti 53’ (rig.) 59’, 76’ (rig.) | Marcatori | 71’ (rig.) Vaccarossa |

| Lodi 5 giugno 1960 34ª giornata | Fanfulla        | 0 – 0 | Pro Patria | Stadio Dossenina\| Arbitro: \| Delitala (Roma) \| |
| Arbitro:                        | Delitala (Roma) |       |            |                                                   |